# Symphonia lepidocarpa
Symphonia lepidocarpa är en tvåhjärtbladig växtart som beskrevs av John Gilbert Baker. Symphonia lepidocarpa ingår i släktet Symphonia och familjen Clusiaceae. Inga underarter finns listade i Catalogue of Life.